# Dorymyrmex pyramicus

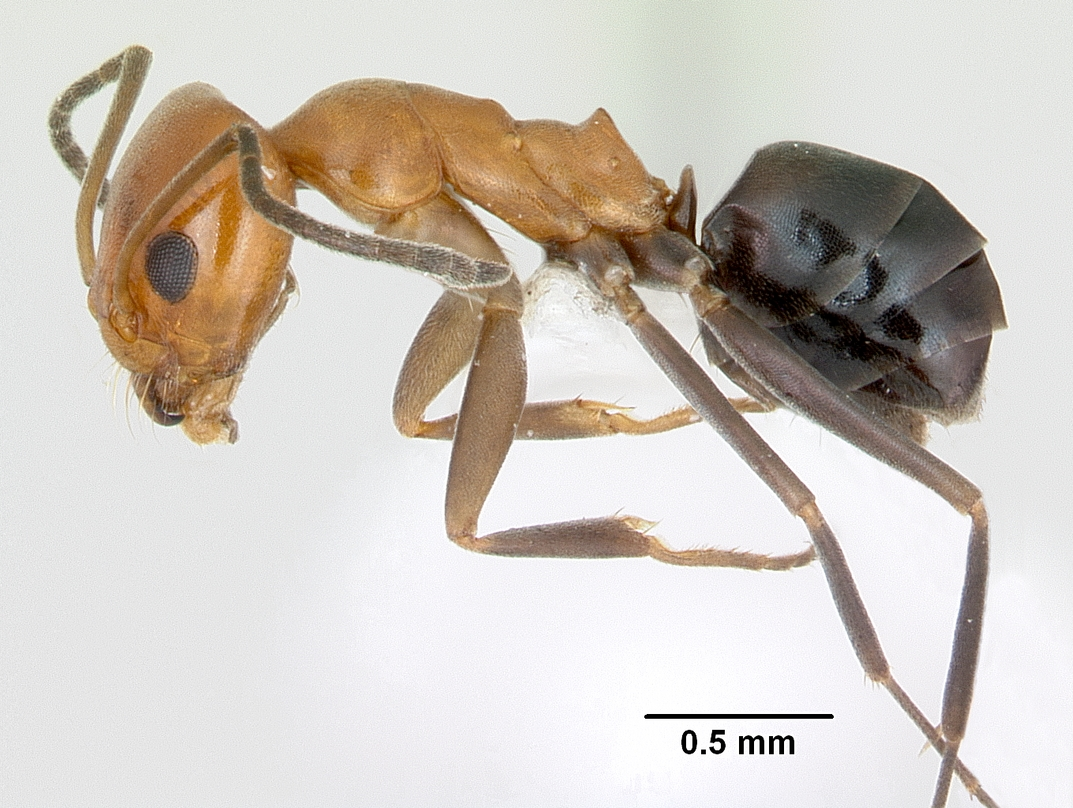
Рабочий сбоку

Dorymyrmex pyramicus (лат.) — вид мелких муравьёв рода Dorymyrmex из подсемейства долиходерины (Dolichoderinae, Leptomyrmecini). Эндемик Нового Света: Северная Америка (Мексика, Коста-Рика, Куба), Южная Америка (Аргентина, Бразилия, Колумбия, Суринам, Уругвай).

## Описание
Длина рабочих муравьёв составляет около 3 мм. Основная окраска головы и грудки красновато-жёлтая, брюшко буровато-чёрное. Длина головы рабочих (HL) 0,78—0,88 мм; ширина головы (HW) — 0,73—0,78 мм. Длина скапуса усика (SL): 0,78-0,85 мм.
Усики самок и рабочих 12-члениковые (у самцов антенны состоят из 13 сегментов). Нижнечелюстные щупики 6-члениковые, нижнегубные щупики состоят из 4 сегментов. Третий максиллярный членик вытянутый и равен по длине вместе взятым 4+5+6-м сегментам. Жвалы рабочих с 6-9 зубцами; с крупным апикальным зубцом (он значительно длиннее субапикального). Голени средних и задних ног с одной апикальной шпорой. Заднегрудка с проподеальным зубцом, направленным вверх. Стебелёк между грудкой и брюшком состоит из одного сегмента (петиоль). Развит псаммофор. Жало отсутствует. Крылья самцов и самок с закрытой радиальной ячейкой. Гнёзда почвенные с небольшим конусовидным холмиком у входа. Охотятся на мелких насекомых и собирают падь тлей. Вид был впервые описан в 1863 году немецким энтомологом Юлиусом Рогером под первоначальным названием Prenolepis pyramica Roger, 1863. В 1952 году русско-аргентинским мирмекологом Н. Н. Кузнецовым (Kusnezov, 1952) был включён в состав рода Conomyrma (где оставался до 1992 года). Видовой статус был подтверждён в ходе ревизии в 2011 году американскими мирмекологами Фабианой Куэццо (Fabiana Cuezzo; Аргентина) и Роберто Гуэрреро (Roberto J. Guerrero; Колумбия)
.

### Список подвидов
- Dorymyrmex pyramicus albemarlensis Wheeler, W.M., 1919
- Dorymyrmex pyramicus alticonis Forel, 1912
- Dorymyrmex pyramicus garbei Forel, 1911
- Dorymyrmex pyramicus guyanensis Santschi, 1922
- Dorymyrmex pyramicus mesonotalis Forel, 1912
- Dorymyrmex pyramicus nigriventris Santschi, 1922
- Dorymyrmex pyramicus peruvianus Wheeler, W.M., 1919
- Dorymyrmex pyramicus rubriceps Forel, 1912